# Église San Gennaro a Sedil Capuano
L'église San Gennaro a Sedil Capuano est une église baroque du centre historique de Naples, située vico Sedil Capuano. Elle est dédiée à saint Janvier, apôtre de Naples.

## Histoire et description
L'église est à l'origine, au XVIe siècle, une chapelle privée de la famille Dentice, puis de la famille Caracciolo. Ensuite elle est ouverte à tous et reconstruite au XVIIIe siècle pour devenir une église baroque.
Sa façade baroque présente un intérêt certain avec son portail de piperno surmonté d'un cartouche de marbre portant le nom du saint titulaire et d'une fenêtre grillagée aux formes sinueuses avec deux demi-tympans renversés.
À gauche, il y a une fenêtre quadrilobée remontant au Moyen Âge. Elle a été coupée pour faire une porte d'entrée réservée alors à l'assemblée de l'archiconfrérie des Blancs ceinturés de Santa Maria Ancillarum, comme le rappelle une plaque.
L'église se trouve aujourd'hui dans un état alarmant et elle est fermée au culte.

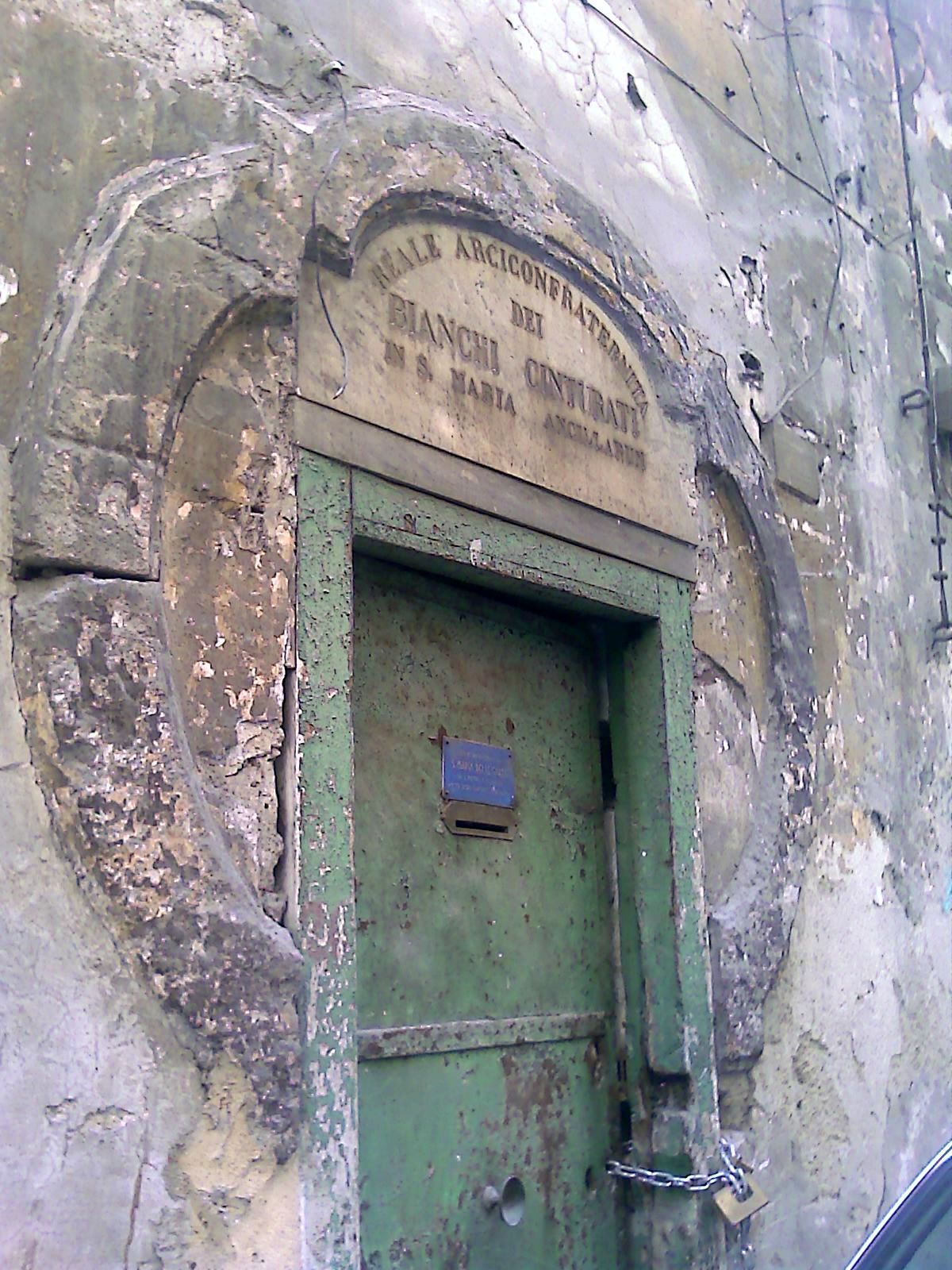
Entrée de l'ancienne archiconfrérie